# لینتهیکوم (مریلند)
لینتهیکوم (به انگلیسی: Linthicum) شهری در ایالت مریلند کشور ایالات متحده آمریکا است که جمعیت آن در سرشماری سال ۲۰۱۰ میلادی، ۱۰٬۳۲۴ نفر بوده‌است.